# Ralf Bregazzi
Ralf Bregazzi (* 28. Juli 1925 in Hamburg; † 22. Oktober 1984) war ein deutscher Schauspieler.
Bregazzi erhielt seine Schauspielausbildung in Hamburg, spielte anschließend an diversen Bühnen Theater und gelangte 1954 ans Berliner Ensemble. Während seiner Bühnentätigkeit in Berlin übernahm er zumeist kleinere Rollen in Film- und Fernsehproduktionen der DEFA und des Fernsehens der DDR.
In den 1960er Jahren arbeitete er dann vorwiegend als Bühnendarsteller an Spielstätten in seiner Geburtsstadt, später wieder in West-Berlin, Kiel und von 1966 bis 1984 am Staatstheater Kassel, wo er langjähriges Mitglied des Ensembles war.

## Filmografie (Auswahl)
- 1957: Polonia-Express
- 1957: Herr Puntila und sein Knecht Matti (Studioaufzeichnung)
- 1957: Mutter Courage und ihre Kinder (Theateraufzeichnung)
- 1958: Die Mutter (Theateraufzeichnung)
- 1958: Golden Boy (Fernsehfilm)
- 1960: Fünf Patronenhülsen
- 1960: Fernsehpitaval: Der Fall Haarmann (Fernsehreihe)
- 1960: Flucht aus der Hölle (Fernsehmehrteiler)
- 1961: Gewissen in Aufruhr (Fernsehfilm)
- 1961: Mutter Courage und ihre Kinder (Theateraufzeichnung)
- 1968: Ich (Fernsehfilm)

## Theater
- 1958: Wsewolod Wischnewski: Optimistische Tragödie – Regie: Manfred Wekwerth/Peter Palitzsch (Berliner Ensemble)